# Борисов, Иван Александрович
 Иван Александрович Борисов  (20.03.1914 — 30.01.1977) — участник Великой Отечественной войны, бригадир колхоза «Закалённый боец» Коптеловского района Свердловской области. Герой Социалистического Труда (09.06.1951).

## Биография
Родился 20 марта 1914 года в селе Деево Верхотурского уезда Пермской губернии (ныне — Алапаевский район Свердловской области) в семье крестьянина. Русский.
В 15-летнем возрасте вступил в комсомол, с начала 1930-х годов трудился в местном колхозе «Закалённый боец» Коптеловского района. После прохождения военной службы в Красной Армии с 1936 по 1938 год Иван Александрович продолжил работать в родном колхозе до повторного призыва в армию в июле 1941 года по мобилизации.
Участник Великой Отечественной войны. Весь боевой путь прошёл шофёром отдельного автотранспортного батальона в составе 749-го стрелкового полка 21-я армия Ленинградского, затем — 42-я армия 3-го Белорусского фронта), был тяжело ранен в ногу. За образцовое выполнение заданий командования рядовой Борисов был награждён медалью «За боевые заслуги».
После демобилизации в 1945 году вернулся в родное село и продолжил работать в колхозе шофёром. В 1947 году возглавил 2-ю полеводческую бригаду по выращиванию зерновых культур, которая в 1950 году получила урожай пшеницы 22,4 центнера с гектара на площади 81 гектар, при среднем урожае по колхозу 19,8 центнеров с гектара с площади 1600 гектаров.
Указом Президиума Верховного Совета СССР от 9 июня 1951 года за получение в 1950 году высоких урожаев пшеницы Борисову Ивану Александровичу присвоено звание Герой Социалистического Труда с вручением ордена Ленина и золотой медали «Серп и Молот».
Этим же указом высокого звания был удостоен и другой передовой бригадир деевского колхоза «Закалённый боец» Подкин, Николай Александрович, с которым Иван Александрович постоянно соревновался, а председатель колхоза Борис Венедиктович Чистяков был награждён орденом Ленина.
Неоднократно был участником Выставки достижений народного хозяйства награждён медалями ВДНХ СССР.
Принимал участие в работе 3-й Всесоюзной конференции сторонников мира в Москве (1951).
Последнее его место работы перед выходом на пенсию — завхоз Деевской сельской школы.
С 1974 года — персональный пенсионер союзного значения. Скончался 30 января 1977 года в с. Деево, похоронен на Деевском сельском кладбище Алапаевский район Свердловской области.

## Награды
- Золотая медаль «Серп и Молот» (09.06.1951)
- Орден Ленина (09.06.1951).
- Медаль «За боевые заслуги» (31.07.1944)[2]
- Медаль «За оборону Ленинграда»
- Медаль «В ознаменование 100-летия со дня рождения Владимира Ильича Ленина» (6 апреля 1970)
- Медаль «За победу над Германией в Великой Отечественной войне 1941—1945 гг.» (9 мая 1945[3])
- Медаль «За освобождение Праги»
- Юбилейная медаль «Двадцать лет Победы в Великой Отечественной войне 1941—1945 гг.» (7 мая 1965[4])
- Юбилейная медаль «Тридцать лет Победы в Великой Отечественной войне 1941—1945 гг.»[5]
- Медаль «Ветеран труда»
- Медаль «30 лет Советской Армии и Флота»[6].
- Юбилейная медаль «40 лет Вооружённых Сил СССР»[7]
- Юбилейная медаль «50 лет Вооружённых Сил СССР» (26 декабря 1967[8])
- медалями ВДНХ СССР:

## Память
- На могиле Героя установлен надгробный памятник.
- Его имя увековечено в Главном Храме Вооружённых сил России, и навсегда запечатлено на мемориале «Дорога Памяти»[9].

В мае 2008 года на здании конторы ПСХК «Деевский» в селе Деево Алапаевского района ему и А. Подкину установлена мемориальная доска.